# Mass Effect
Die Spiele der Mass-Effect-Reihe werden von dem Entwicklerstudio BioWare entwickelt und sind im Genre der Action-Rollenspiele angesiedelt. Der erste Teil der Reihe wurde im November 2007 veröffentlicht. Der Entwickler legte Wert auf eine großangelegte Science-Fiction-Handlung, die unter anderem vom langjährigen BioWare-Mitarbeiter und Romanautor Drew Karpyshyn geschrieben wurde und ursprünglich auf eine Trilogie hin ausgerichtet war.
In der Reaper-Trilogie schlüpft der Spieler wahlweise in die Rolle des weiblichen oder männlichen Menschen Commander Shepard, um die Bedrohung durch eine außerirdische Rasse zu bekämpfen, die das intelligente Leben der gesamten Galaxie auszulöschen droht. Der letzte Teil dieser Trilogie erschien im März 2012. Neben den Ablegern der Reaper-Trilogie existieren noch zwei weitere kleinere Spiele für Apples iPhone und eines davon für Android-basierte Smartphones.
Nach dem Ende der Reaper-Trilogie wurde am 21. März 2017 ein vierter Teil unter dem Namen Mass Effect: Andromeda veröffentlicht, welcher nicht in der Milchstraße, sondern in der titelgebenden Nachbargalaxie Andromeda spielt.
Am 14. Mai 2021 wurden Mass Effect 1, 2 und 3 als Mass Effect: Legendary Edition zusammen in verbesserter Fassung neu veröffentlicht. Außerdem sei ein neuer Teil der Serie in Arbeit.

## Vorgeschichte
Im Jahr 2148 wird auf dem Mars ein Monument einer außerirdischen Rasse, den Protheanern, entdeckt. Archäologen gelingt es, die protheanische Sprache zu entschlüsseln, wodurch der Zugriff auf ihre fortschrittliche Technologie möglich wird. Sie entdecken die entscheidende technische Voraussetzung, um mit der Erkundung des Weltalls zu beginnen: den für das Spiel namensgebenden Masseneffekt (englisch: Mass Effect). Durch ihn ist es möglich, die Masse verschiedener Objekte zu manipulieren und damit ohne Raumkrümmung in kürzester Zeit durch die Galaxie zu reisen.
Durch diese Entdeckung wird der Menschheit zudem bewusst, dass sie nicht alleine im Universum ist, und es kommt zur Bildung einer multinationalen Allianz im Jahr 2149, der die Verantwortung für die Kolonisierung fremder Welten und die Verteidigung der Menschheit gegen Außerirdische übertragen wird. Zum Schutz vor extraterrestrischen Bedrohungen beginnt sie mit dem Bau einer großen Raumflotte. Noch im selben Jahr wird entdeckt, dass der Pluto-Mond Charon ein von interstellarem Staub eingehülltes sogenanntes Massenportal ist. Nach dessen Aktivierung stellt sich heraus, dass es ein ganzes Netzwerk solcher Massenportale gibt, das sekundenschnelle Reisen in die entferntesten Regionen der Milchstraße ermöglicht.
Die Menschheit beginnt, Kolonien auf vielen entfernten Welten zu errichten. In einer Kolonie auf dem Exoplaneten Shanxi kommt es im Jahr 2157 zum ersten Kontakt mit einer intelligenten außerirdischen Spezies, den Turianern, der in einer blutigen Auseinandersetzung endet. Der daraus resultierende „Erstkontaktkrieg“ entwickelt sich für die Menschheit nachteilig, kann jedoch von einer Multi-Spezies-Koalition, dem „Citadel-Rat“, rechtzeitig diplomatisch beendet werden. In den folgenden Jahren integriert sich die Menschheit zunehmend in diesen Verbund.
Die politische Zentrale dieser Gemeinschaft ist die „Citadel“, eine riesige, Jahrtausende alte Raumstation, die von dem Volk der Asari in einem planetarischen Nebel treibend entdeckt wurde. Die Herkunft der Citadel ist ebenso wie die der Massenportale ungewiss und wird auf die Protheaner zurückgeführt. Eine Kommunikation mit den Keepern, einem insektoiden Volk, das die Station bereits bei Entdeckung bewohnte und die Wartung übernimmt, ist nicht möglich. Mittlerweile leben auf der Citadel Vertreter aller raumfahrenden Spezies, die sich dem Citadel-Rat offiziell angeschlossen haben. Innerhalb der Gemeinschaft übernehmen sie oft spezifische Rollen, wie beispielsweise das Händlervolk der Volus. Die Leitung dieser Koalition obliegt zu Beginn den Vertretern dreier Völker: den äußerst langlebigen und wissenschaftlich orientierten Asari, den technikaffinen Salarianern sowie dem Kriegervolk der Turianer. Daneben unterhalten zahlreiche andere Völker Vertretungen auf der Station, besitzen jedoch kein Stimmrecht im Citadel-Rat. Innerhalb der Gemeinschaft bemüht sich die Allianz seit ihrem Beitritt um eine größere Akzeptanz und mehr Mitspracherechte für die Menschen. Aufgrund des Erstkontaktkrieges trifft sie bei den anderen Mitgliedsvölkern jedoch noch oft auf Vorbehalte.

## Hauptreihe

### Mass Effect
Der gleichnamige erste Teil der Serie stellt den Beginn der Trilogie dar und handelt von Commander Shepard, einem Soldaten der Allianz der Menschen, der auf einer geheimen Mission im Namen des Rates ein altes Artefakt der Protheaner bergen soll. Als sich dabei allerdings unerwartete Dinge ereignen, erfährt er von einer drohenden Invasion einer unbekannten Rasse und bekommt den Auftrag als neu ernannter Spectre, eine Spezialeinheit des Rates, weitere Informationen zu sammeln und die mögliche Bedrohung abzuwenden.
Während des Spiels trifft der Spieler einige andere Charaktere, die er zu seiner Crew rekrutieren kann. Im Weltraum kann der Spieler mit seinem Raumschiff navigieren und dabei verschiedene Planeten und Orte ansteuern und teilweise auch auf ihnen landen. Auf Planeten kann der Spieler je nach Ort und Situation sich zu Fuß oder in einem Geländefahrzeug fortbewegen. Die Kämpfe laufen in Echtzeit ab und basieren auf dem Einsatz von Schusswaffen, Technik oder Biotik. Von allen Crewmitgliedern sind immer Shepard sowie zwei weitere Mitglieder als Gruppe gemeinsam aktiv. Die Gruppenmitglieder können im Gegensatz zu Shepard nicht direkt gesteuert werden, sondern nehmen nur Befehle auf. Die Geschichte wird durch Dialoge und Missionen vorangetrieben.
Mass Effect erschien am 21. November 2007 zuerst exklusiv für die Spielkonsole Xbox 360 und den PC und wurde später am 7. Dezember 2012 für die Spielkonsole PlayStation 3 veröffentlicht.

### Mass Effect 2
Der zweite Teil der Serie setzt in der Handlung kurze Zeit nach dem Ende des ersten Teils an. Zentrale Figur ist wieder Commander Shepard, der gerade auf einer Mission im Weltraum unterwegs ist und dabei durch den überraschenden Angriff eines Unbekannten sein Schiff, seine Crew und sein Leben verliert. Das Cerberus-Syndikat, das ihn wiederbelebt, schickt ihn mit einem neuen Schiff in den Kampf gegen eine neue Bedrohung.
Im Spielablauf ähnelt das Spiel dem Vorgänger in nahezu allen Punkten. Allerdings wurde das Verhältnis von Rollenspiel- und Actionelementen zugunsten letzterer verändert.
Die Spielreihe wurde von Anfang an als Trilogie konzipiert. Daher ist es möglich, den eigenen Charakter aus dem ersten Teil in Mass Effect 2 zu importieren und auf den im Vorgängerteil getroffenen Entscheidungen aufbauend weiterzuspielen. Dies wirkt sich direkt auf viele Gespräche und Aktionen aus, jedoch nicht auf den Verlauf der Haupthandlung. Alternativ kann ein neuer Charakter erstellt werden, dessen Vorgeschichte jedoch vordefiniert ist. Im Gegensatz zum ersten Teil kann Shepard je nach getroffenen Entscheidungen im Verlauf der Handlung auch sterben.
Das Spiel erschien in Deutschland am 28. Januar 2010 zeitgleich für PC und Xbox 360. Die Version für die PlayStation 3 erschien in Deutschland am 20. Januar 2011. Im Gegensatz zur Xbox-360- und PC-Fassung sind die DLCs „Overlord“, „Kasumi – Gestohlene Erinnerungen“ und „Shadow Broker“ bereits enthalten.

### Mass Effect 3
Der abschließende Teil der Reaper-Trilogie erschien am 6. März 2012 in den USA und am 9. März 2012 in Europa. In Deutschland erschien das Spiel allerdings bereits am 8. März. Die Handlung dreht sich, aufbauend auf den beiden vorherigen Spielen, um Shepards Kampf gegen die kriminelle Organisation Cerberus sowie die in der Milchstraße angekommenen Reaper. Das erste Angriffsziel der Reaper ist dabei die Erde. Commander Shepard befindet sich zum Zeitpunkt des Angriffs auf der Erde. An Bord der Normandy muss er vom Planeten fliehen und die Citadel-Völker für den Abwehrkampf gegen die Reaper einen und organisieren. Das Spiel schließt den Handlungsbogen um den Protagonisten Shepard ab.
Als erstes Spiel der Serie beinhaltete Mass Effect 3 neben der Einzelspielerkampagne auch einen kooperativen Mehrspieler-Modus. Durch die optionale Spielfunktion Galaxy at War wurden Mehrspieler- und Einzelspieler-Modus außerdem miteinander verknüpft, sodass sich Erfolge im Mehrspieler-Modus positiv auf die finale Konfrontation der Einzelspielerkampagne auswirken.

## Ableger

### Mass Effect Galaxy
Mass Effect Galaxy, ursprünglich angekündigt als Mass Effect: Jacob’s Story, ist ein Action-Titel für iOS. Es ist zeitlich zwischen Mass Effect und Mass Effect 2 angesiedelt und erschien am 22. Juni 2009.

#### Handlung
Die Hauptfigur des Spiels ist Jacob Taylor, der auch als Begleiter in Mass Effect 2 auftritt. Während seines Urlaubs auf einem Kreuzfahrtraumschiff wird dieses von batarianischen Piraten überfallen. Taylor kann sie zurückschlagen und reist anschließend auf die Citadel. Dort laufen gerade die Vorbereitung für Friedensverhandlungen mit dem Botschafter der Batarianer. Da mit einem Anschlag auf die Verhandlungen gerechnet wird, soll Taylor zusammen mit der ebenfalls in Mass Effect 2 auftretenden Cerberus-Agentin Miranda Lawson mehr über die Hintergründe in Erfahrung bringen.

#### Spielprinzip
Das zweidimensionale Spielgeschehen wird aus einer Vogelperspektive präsentiert, mit Ausnahme der fernsehartig präsentierten Zwischensequenzen im Comic-Stil. Der Spieler steuert seine Spielfigur durch das Abkippen seines Gerätes (iPhone, iPod Touch oder iPad) in die entsprechende Richtung. Jacob nimmt gegnerischen Figuren automatisch unter Beschuss, Feinde können jedoch auch über entsprechende Markierung mit Hilfe des Touchinterfaces gezielt herausgesucht werden. Über Befehlssymbole am rechten Bildschirmrand können ihm Spezialbefehle gegeben werden, beispielsweise der Wechsel auf andere Waffensysteme. Das Verlassen eines Levels ist erst möglich, wenn alle Gegner einer Karte ausgeschaltet wurden. Kämpfe können allerdings auch durch geschickte Gesprächsführung im Vorfeld verhindert werden.

#### Rezeption
Das Spiel erhielt mittelmäßige Bewertungen. Es wurde als langweiliges Ballerspielchen bezeichnet. Bemängelt wurde unter anderem das nicht zur Serie passende Spielprinzip, die kurze Spieldauer und technische Leistungseinbrüche während des Spielens.
Im August 2010 bezeichnete BioWare-Mitgründer Greg Zeschuk im Interview die Veröffentlichung des Spiels als Fehler und schloss weitere Spiele für iOS vorerst aus.

### Mass Effect Infiltrator
Mass Effect Infiltrator ist ein Third-Person-Shooter für iOS, Android und Windows Phone entwickelt von den in Melbourne ansässigen IronMonkey Studios. Der Spieler soll darin Gefangene aus einer Basis der Verbrecherorganisation Cerberus befreien. Das Spiel ist ein Begleitprodukt zu Mass Effect 3. Gewisse Spielerfolge in Mass Effect Infiltrator wirken sich über eine Anbindung an die Funktion Galaxy at War von Mass Effect 3 positiv auf dessen Einzelspielerkampagne aus.

#### Handlung
Im Mittelpunkt der Handlung steht der ehemalige Cerberus-Söldner Randall Ezno, der im Auftrag der Geheimorganisation in der Vergangenheit zahlreiche Fremdlebewesen für die Versuchsreihen der Geheimorganisation entführt hat. Als Cerberus jedoch seine Asari-Lebensgefährtin Inali für ebendiese Zwecke entführt, wendet er sich gegen seine früheren Auftraggeber. Ziel des Spieles ist es, eine Cerberus-Basis zu infiltrieren und Inali zu befreien.

#### Spielprinzip
Mass Effect Infiltrator ist ein Third-Person-Shooter, der mit zwei simulierten Analog-Sticks über den Touchscreen des Spielgerätes frei durch die levelbasierte Spielwelt gesteuert wird. Das Spiel ist ein linear aufgebauter Actiontitel mit geringer Entscheidungsfreiheit für den Spieler. Ein Großteil des Spieles besteht darin, sich mit Hilfe eines integrierten Deckungssystems vorzuarbeiten und alle gegnerischen Spielfiguren auszuschalten. Dafür stehen vier Waffengattungen und vier sogenannte Biotik-Kräfte zur Verfügung.
Am Ende eines Levels wird die Spielweise in Form von Stilpunkten bewertet. Dabei werden schnelles Ausschalten von Gegnern hintereinander und ein abwechslungsreicher Einsatz der verschiedenen Waffen und Fähigkeiten höher belohnt. Zusammen mit der Spieldauer und der verbleibenden Lebensenergie werden dem Spieler daraufhin Credits gut geschrieben, mit denen er neue Ausrüstungsgegenstände und Verbesserungen für seinen Charakter kaufen kann. Alternativ können solche Erweiterungen auch gegen Bezahlung in Form von Micropayment aus dem Spiel heraus beim Spielanbieter erworben werden.
Die Dialoge des Spiels verlaufen im Gegensatz zur Hauptserie automatisiert und ebenfalls meist linear. An einigen Stellen wird der Spieler manchmal vor eine Entscheidung gestellt, etwa ob er bestimmte Personen verschonen oder hinrichten möchte. Diese haben jedoch keinen relevanten Einfluss auf den Spielverlauf.
Größere Gegner lassen im Verlauf des Spiels mehrfach sogenannte Daten-Disks fallen. Der Spieler kann diese gegen Spielcredits eintauschen. Alternativ kann er sie mit Hilfe einer Verknüpfung über einen Origin-Account auch für eine Steigerung der sogenannten Galaktische Bereitschaft für den Spielmodus Galaxy at War von Mass Effect 3 verwenden.

#### Entwicklung
Mass Effect Infiltrator wurde am 7. Februar 2012 im Rahmen einer Presseveranstaltung zu Mass Effect 3 angekündigt. Das Spiel wurde zeitgleich zur US-Veröffentlichung von Mass Effect 3 am 6. März 2012 über Apples App Store veröffentlicht. Eine Android-Fassung folgte am 23. Mai 2012.

#### Rezeption
GamePro bezeichnete Infiltrator als sehr guten Shooter, der für Mass-Effect-Fans ein Muss sei. Mit einem Rollenspiel habe der Titel allerdings nichts zu tun. Man wertete mit 89 von 100 Punkten.

## Verfilmung
Legendary Pictures verkündete am 24. Mai 2010, die Verfilmungsrechte am Mass-Effect-Franchise erworben zu haben. Mark Protosevich (I Am Legend, Thor) soll das Drehbuch schreiben. Nach Angaben des Filmstudios im Juli 2011 auf der Comic-Con soll sich der Film an der Handlung des ersten Spiels orientieren, mit einem männlichen Commander Shepard als Hauptfigur.

Logo der Animeverfilmung

 April 2011 wurde weiterhin bekannt, dass BioWare mit FUNimation und der Unterstützung der Firmen T.O Entertainment und Production I.G an einer Anime-Verfilmung arbeite, die 2012 erschien und den Titel Mass Effect: Paragon Lost trägt. Im Mittelpunkt steht James Vega, ein Begleitcharakter aus Mass Effect 3. Der Film beleuchtet einen Teil seiner Hintergrundgeschichte. James Vega muss darin als Anführer eines Trupps Elitesoldaten eine menschliche Kolonie vor dem Angriff der Kollektoren (vgl. Handlung von Mass Effect 2) beschützen.

### Art Book
- Casey Hudson, Derek Watts & Stephen Reichert: The Art of the Mass Effect Universe, Splitter Verlag 2014, ISBN 978-3-86869-759-9; englische Originalausgabe: Dark Horse Comics, Milwaukie 2012, ISBN 978-1-59582-768-5.
- Verschiedene Autoren: The Art of Mass Effect: Andromeda, Dark Horse Comics (nicht übersetzt), März 2017, ISBN 978-1-5067-0075-5

### Belletristik
- Drew Karpyshyn, William C. Dietz, Jason M. Hough, K. C. Alexander, N. K. Jemisin, Marc Walters: Mass Effect (Roman-Reihe) Panini Verlag, Stuttgart
  - Band 1: Die Offenbarung (Originaltitel: Revelation) 2007, ISBN 978-3-8332-1648-0 (Zeitlich vor Mass Effect 1 angesiedelt.)
  - Band 2: Der Aufstieg (Originaltitel: Ascension) 2008, ISBN 978-3-8332-1745-6 (Zeitlich zwischen Mass Effect 1 und 2 angesiedelt.)
    - Mass Effect Sammelband: Bd. 1: Die Offenbarung / Der Aufstieg 2018, ISBN 978-3-8332-3631-0

  - Band 3: Vergeltung (Originaltitel: Retribution) 2010, ISBN 978-3-8332-2128-6 (Zeitlich zwischen Mass Effect 2 und 3 angesiedelt.)
  - Band 4: Blendwerk (Originaltitel: Deception) 2012, ISBN 978-3-8332-2443-0 (Zeitlich zwischen Mass Effect 2 und 3 angesiedelt.)
    - Mass Effect Sammelband: Bd. 2: Vergeltung / Blendwerk 2019, ISBN 978-3-8332-3767-6

  - Band 5: Andromeda – Der Aufbruch der Nexus (Originaltitel: Andromeda – Nexus Uprising), April 2017, ISBN 978-3-8332-3358-6 (Zeitlich vor Mass Effect: Andromeda angesiedelt)
  - Band 6:  Andromeda – Feuertaufe (Originaltitel: Andromeda – Initiation), November 2017, ISBN 978-3-8332-3521-4
  - Band 7:  Andromeda – Vernichtung (Originaltitel: Andromeda – Annihilation), Februar 2019, ISBN 978-3-8332-3618-1

### Comic
- Mac Walters, John Jackson Miller, Omar Francia, John Dombrow, Jeremy Barlow: Mass Effect (Comic-Reihe) Panini Verlag, Stuttgart
  - Band 1: Erlösung (Originaltitel: Redemption) 2010, ISBN 978-3-86201-011-0
Sammelband einer ursprünglich vierteiligen Comicreihe. Erzählt, wie es Liara nach der Zerstörung der Normandy SR-1 gelang, an Shepards Körper zu gelangen.
  - Band 2: Evolution (Originaltitel: Evolution) 2011, ISBN 978-3-86201-076-9
Sammelband einer ursprünglich vierteiligen Comicreihe. Beleuchtet den Werdegang Cerberus' und des Unbekannten.
  - Band 3: Invasion (Originaltitel: Invasion) 2012, ISBN 978-3-86201-314-2
Sammelband einer ursprünglich vierteiligen Comicreihe. Handelt von Aria T’Loaks Vertreibung von Omega durch Cerberus.
  - Band 4: Heimatwelt (Originaltitel: Homeworlds) 2013, ISBN 978-3-86201-557-3
Sammelband einer ursprünglich vierteiligen Comicreihe. Enthält vier Geschichten zur Vergangenheit der Crewmitglieder Garrus, Tali, Liara und James.
  - Band 5: Foundation 1 – Im Auftrag von Cerberus (Originaltitel Foundation 1) 2014, ISBN 978-3-86201-814-7
Sammelband einer ursprünglich vierteiligen Comicreihe. Enthält vier Geschichten zur Vergangenheit der Crewmitglieder Ashley, Kaidan und Wrex sowie Informationen zur aus Mass Effect 3 bekannten Maya Brooks.
  - Band 6: Foundation 2 – Projekt Lazarus (Originaltitel Foundation 2) 2014, ISBN 978-3-86201-815-4
Sammelband einer ursprünglich vierteiligen Comicreihe. Enthält vier Geschichten zur Vergangenheit der Crewmitglieder Miranda, Jacob, Jack und Thane sowie Informationen zur aus Mass Effect 3 bekannten Maya Brooks.
  - Band 7: Foundation 3 – Shepards Klon (Originaltitel Foundation 3) 2015, ISBN 978-3-95798-187-5
Sammelband einer ursprünglich fünfteiligen Comicreihe. Enthält fünf Geschichten zur Vergangenheit der Crewmitglieder Mordin, Zaeed, Kasumi und Thane sowie Informationen zur aus Mass Effect 3 bekannten Maya Brooks. Des Weiteren beinhaltet der Sammelband die Mini-Comics Mass Effect: Blasto: Die Ewigkeit ist für Immer und  Mass Effect: Wer Zuletzt lacht.
  - Band 8: Andromeda (Originaltitel Andromeda), 2017, ISBN 978-3-7416-0325-9
- Begleitende Promotionsveröffentlichung
  - Mac Walters, Eduardo Francisco, Michael Atiyeh: Mass Effect: Incursion, IGN, englische Erstveröffentlichung am 21. Juni 2010.[24]
  - Mac Walters, Jean Diaz, Michael Atiyeh: Mass Effect: Inquisition, USA Today, englische Erstveröffentlichung am 25. Oktober 2010.[25]
  - Mass Effect: Genesis
Da das erste Mass Effect erst in der Trilogiefassung für PlayStation 3 erschien, enthielt Mass Effect 2 auf PS3 diesen speziell entwickelten interaktiven Comic. Er erzählt die Handlung des ersten Teils und bietet dem Spieler im Verlauf mehrere Handlungsmöglichkeiten an. So konnten auch PS3-Spieler auf solche Spielentscheidungen zurückgreifen, die bei den Fassungen für PC und Xbox 360 mit Hilfe eines alten Spielstandes aus dem Vorgänger importiert werden konnten.
  - Mass Effect: Conviction, Dark Horse Comics, September 2011.[26]
  - Mass Effect: Blasto: Eternity is Forever, Dark Horse Comics, November 2012.[27]
  - Mass Effect: He Who Laughs Best, Dark Horse Comics, Mai 2013.[28]
  - Mass Effect: Genesis 2
Ähnlich wie Genesis 1 ermöglicht dieser interaktive Comic den Wii U Spielern von Mass Effect 3 eine Vielzahl Entscheidungen aus den ersten beiden Teilen zu treffen.